# ديفيد كلاركسون
ديفيد كلاركسون (بالإنجليزية: David Clarkson)‏ (10 سبتمبر 1985 في المملكة المتحدة - ) هو لاعب كرة قدم بريطاني في مركز الهجوم. شارك مع منتخب اسكتلندا تحت 21 سنة لكرة القدم ومنتخب اسكتلندا الثانوي لكرة القدم ‏ ومنتخب اسكتلندا لكرة القدم. أما مع النوادي، فقد لعب مع نادي بريستول سيتي ونادي برينتفورد ونادي سانت ميرين ونادي ماذرويل ونادي دندي ونادي بريستول روفيرز.

## وصلات خارجية
- ديفيد كلاركسون على موقع الاتحاد الإسكتلندي (الإنجليزية)
- ديفيد كلاركسون على موقع قاعدة بيانات كرة القدم.إي يو (الإنجليزية)
- ديفيد كلاركسون على موقع ناشيونال فوتبول تيمز (الإنجليزية)
- ديفيد كلاركسون على موقع Soccerbase.com (لاعب) (الإنجليزية)
- ديفيد كلاركسون على موقع عالم كرة القدم.نت (الإنجليزية)